# Cristo crocifisso (Cosmè Tura)
Cristo crocifisso è un dipinto tempera su tavola (22x17 cm) di Cosmè Tura, databile al 1474 circa e conservato nella Pinacoteca di Brera a Milano.

## Storia
L'opera è documentata dal 1851, quando nell'inventario della collezione Barbi Cinti di Ferrara è messa in relazione con il San Girolamo penitente della National Gallery di Londra, già nella collezione Constabili. Nel 1903 si trovava presso l'antiquario veneziano Giuseppe Guetta, dove venne acquistato quell'anno dalla pinacoteca milanese su suggerimento di Adolfo Venturi.

## Descrizione e stile

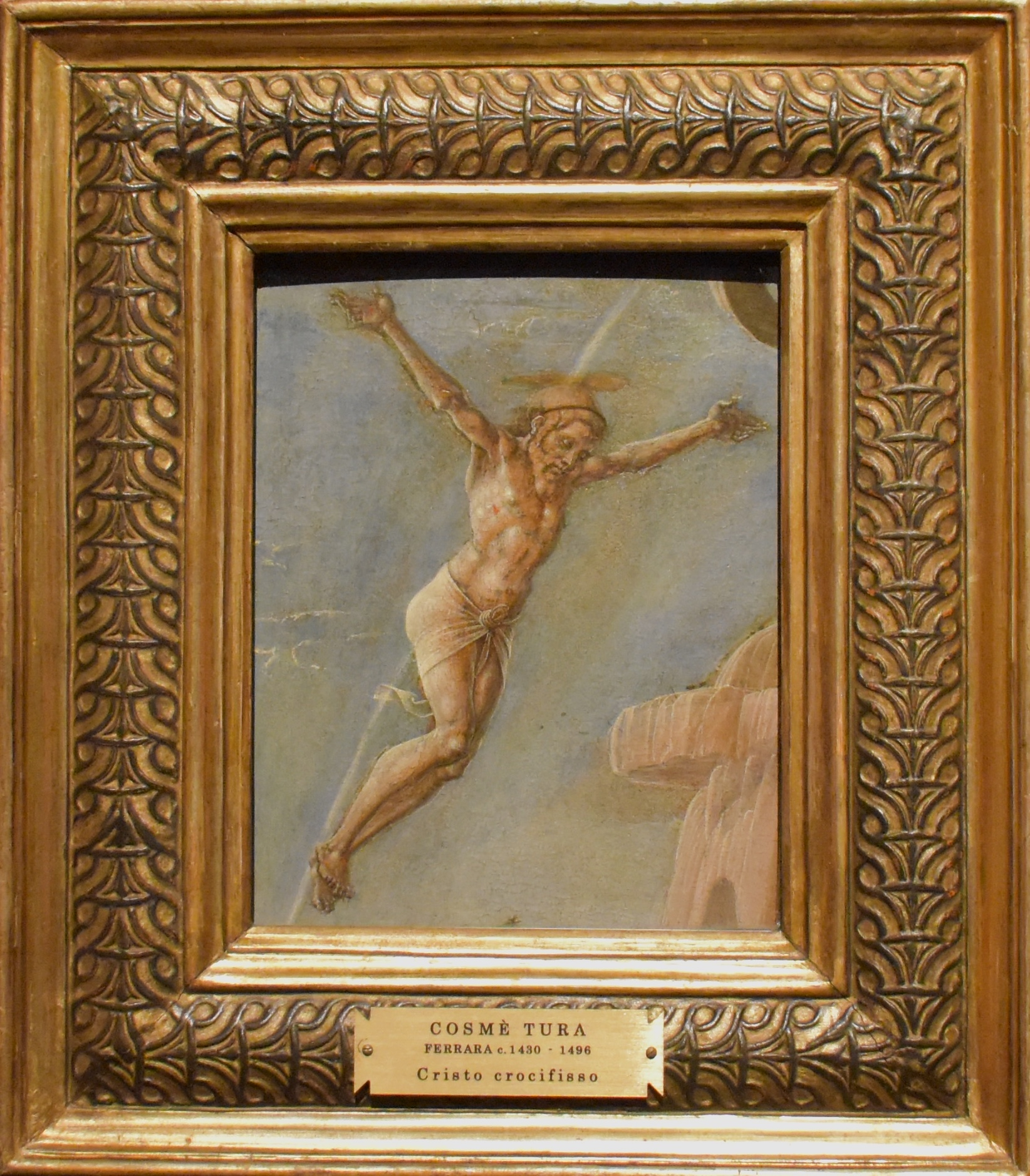
L'opera esposta alla Pinacoteca di Brera

L'opera mostra un piccolo crocifisso fortemente espressivo e chiaroscurato, secondo lo stile tipico del caposcuola ferrarese. A sinistra si nota una conformazione rocciosa, che conferma i sospetti che la tavola sia stata tagliata via da un dipinto di dimensioni maggiori, la tavola londinese appunto. Nel San Girolamo è anche presente un francescano nella posizione di san Francesco mentre riceve le stimmate: il cui culto dei due santi nel Quattrocento era strettamente legato. Il Crocifisso è quindi l'oggetto della visione estatica dei due santi.